# NPC (mem)
NPC, även känd som NPC Wojak, (från engelskans non-player character eller non-playable character, vilket betyder en icke-spelbar figur) är en meme som används både opolitiskt satiriskt mot flockmentalitet, men även använts politiskt av både höger-, och vänstersympatisörer för att uttrycka idén att individer på motsatta sidan inte tänker själva.
NPC, som grafiskt är baserat på Wojak, skapades i juli 2016 av en anonym författare och publicerades först på hemsidan 4chan, där också idén och inspiration bakom NPC introducerades.
NPC har fått stor uppmärksamhet och presenterats av många nyhetsbyråer, inklusive The New York Times, The Verge, BBC och Breitbart News Network.
Medietäckningen av NPC har varit politiskt partisk enligt Accuracy in Media och Media Research Center .